# فاروق الجنحاوي
فاروق الجنحاوي هو لاعب كرة قدم سابق ومدرب كرة قدم تونسي، ولد 3 جانفي 1950. لعب في المستقبل الرياضي بالقصرين، ثم صار مدربا له.

## مواضيع ذات صلة
- المستقبل الرياضي بالقصرين